# Arundinarieae
Arundinarieae is een tribus van bamboe uit de grassenfamilie (Poaceae). De onderfamilie is onderverdeeld in een subtribus Arundinariinae, die 31 geslachten telt. Het zijn houtachtige bamboe's die groeien gebieden met een warm gematigd klimaat en voorkomen in het zuidoosten van Noord-Amerika, Sub-Saharaans Afrika, Zuid-Azië en Oost-Azië.

## Geslachten
- Acidosasa
- Ampelocalamus
- Arundinaria
- Bashania
- Bergbambos
- Chimonobambusa
- Chimonocalamus
- Drepanostachyum
- Fargesia
- Ferrocalamus
- Gaoligongshania
- Gelidocalamus
- Himalayacalamus
- Indocalamus
- Indosasa
- Kuruna
- Oldeania
- Oligostachyum
- Phyllostachys
- Pleioblastus
- Pseudosasa
- Sarocalamus
- Sasa
- Sasaella
- Sasamorpha
- Semiarundinaria
- Shibataea
- Sinobambusa
- Thamnocalamus
- Vietnamocalamus
- Yushania